# King George Square
King George Square est une place publique de Brisbane, dans le Queensland, en Australie. Située dans le centre d'affaires de Brisbane, elle dessert l'hôtel de ville de Brisbane.
Un trio de statues orne la place. L'une immortalise Emma Miller organisatrice syndicale pionnière née en Angleterre, suffragette et figure clé d'organisations qui ont conduit à la fondation du Parti travailliste australien à Brisbane. Les deux autres représentent l'écrivain Steele Rudd et Sir Charles Lilley.